# Alliance 2020 USR-PLUS
L'Alliance 2020 USR-PLUS (en roumain : Alianța 2020 USR-PLUS) est une ancienne alliance électorale établie le 2 février 2019 entre les partis politiques Union sauvez la Roumanie (USR) et le Parti de la liberté, de l'unité et de la solidarité (PLUS) pour participer aux élections européennes de mai 2019. Le 16 avril 2021, elle devient un parti politique, l'USR-PLUS.
L'USR-PLUS est également un groupe parlementaire du Parlement roumain.

## Historique
Le 2 février 2019, l'alliance est constituée entre l'Union sauvez la Roumanie (USR) et le Parti de la liberté, de l'unité et de la solidarité (PLUS) pour participer aux élections européennes de mai 2019. Par la suite, les deux partis signent un protocole d'alliance politique pour l'élection présidentielle roumaine de novembre 2019,. Le 16 avril 2021, les deux partis fusionnent pour former l'USR-PLUS. Enfin le 1er octobre suivant, Dacian Cioloș est élu président lors du congrès, suivi par les 24 membres du bureau politique national. Seule l'USR subsiste comme parti.
Le parti s'allie au Parti national libéral (PNL) et entre au gouvernement de Florin Cîțu en décembre 2020, mais les rapports entre les deux formations s’enveniment au bout de quelques mois. Les ministres issus d’USR-Plus, accusés d'incompétence par le Premier ministre, sont expulsés du gouvernement. Les députés d’USR-Plus votent finalement avec l'opposition sa destitution en octobre 2021. 
L'USR-PLUS est minée par les dissensions internes, ce qui conduit à des défections fréquentes. 

## Élections

### Élections parlementaires
| Année | Chambre des députés | Chambre des députés | Chambre des députés | Sénat   | Sénat | Sénat    | Gouvernement |
| Année | Voix                | %                   | Mandats             | Voix    | %     | Mandats  | Gouvernement |
| ----- | ------------------- | ------------------- | ------------------- | ------- | ----- | -------- | ------------ |
| 2020  | 906 962             | 15,37               | 55 / 330            | 936 862 | 15,86 | 25 / 136 | Cîțu         |

### Élections présidentielles
| Année | Candidat  | 1er tour | 1er tour |
| Année | Candidat  | %        | Rang     |
| ----- | --------- | -------- | -------- |
| 2019  | Dan Barna | 15,0     | 3e       |

### Élections européennes
| Année | %    | Mandats | Rang | Tête de liste | Groupe |
| ----- | ---- | ------- | ---- | ------------- | ------ |
| 2019  | 21,4 | 8 / 33  | 3e   | Dacian Cioloș | RE     |